# Tiếng Na'vi
Tiếng Na'vi là một ngôn ngữ nhân tạo. Ngôn ngữ này được tạo ra để sử dụng trong phim Avatar. Đạo diễn James Cameron của phim Avatar đã mời Paul Frommer, một giáo sư chuyên ngành ngôn ngữ học của Trường Kinh doanh Marshall, sáng tạo riêng một loại ngôn ngữ với "âm thanh hấp dẫn và phức tạp". Từ khoảng 30 từ do James Cameron gợi ý, Paul Frommer đã tạo nên gần 1.000 từ cho bộ phim Avatar. Trên mạng internet đã có trang riêng dạy ngôn ngữ này.
Tiếng Na’vi có nguồn gốc trong tác phẩm ban đầu về Avatar của James Cameron. Năm 2005, trong khi bộ phim này vẫn còn đang ở dạng kịch bản, Cameron cảm thấy cần phải phải có một ngôn ngữ hoàn chỉnh và thích hợp cho những nhân vật lạ nói. Ông đã viết khoảng 30 từ cho ngôn ngữ của những người lạ này nhưng ông lại muốn một nhà ngôn ngữ học tạo một ngôn ngữ đầy đủ. Công ty sản xuất của ông, Lightstorm Entertainment, đã liên lạc với khoa ngôn ngữ tại Đại học Nam California tìm kiếm một người quan tâm tạo ra một ngôn ngữ như vậy. Edward Finegan, một giáo sư ngôn ngữ học tại USC, cho rằng nên chuyển dự án này cho Paul Frommer, người mà ông đã hợp tác cùng làm đồng tác giả một cuốn sách giáo khoa ngôn ngữ học.